# 陳嘉伶
陳嘉伶（1992年4月29日—），台灣基進黨員，2018、2022年參選臺南市第九選舉區（安平區、南區）議員，均未當選。

## 生平
陳嘉伶出生於嘉義市，自臺南市私立興國高級中學畢業後，就讀東吳大學法律系，獲得學士學位。曾任行政法務、台灣基進台南黨部副執行長以及黨主席特助。
2018年3月13日，陳嘉伶偕同同黨參選人李宗霖、蘇鈺雯於湯德章受難日當天召開記者會，要求臺南市政府加速實現轉型正義，並以自製路牌將中正路改名為「德章大道」。陳嘉伶表示，促轉條例已明訂公共建築或場所中，紀念或緬懷威權統治者的象徵應該要移除或改名，不過市府卻以行政區劃法尚未通過，對於路名改正一再拖延。
2018年6月，陳嘉伶於記者會中抨擊朱立倫岳父、前臺南縣縣長高育仁不但出賣台灣農業技術，2013年更透過威創科技以低價搶下國防部標案「劍二艦射防空系統3D雷達關鍵組件」工程，最後無法履約確未遭停權、未繳納違約金，反而將無法交貨的責任歸咎於國防部甚至提告，最後國防部草率無條件同意解約，這種令人無法置信的交易，唯有中國國民黨以政治力粗暴的介入可以解釋。
2018年9月臺南市成立第一家運動中心時，陳嘉伶指出臺南市在運動設施的建置上整整晚了臺北市15年，並且欠缺普及度。其認為「國民運動」有別於競技菁英的培育，觸及面應該更廣，資源投注必須更平均，因此提出「一區一運動中心」的計畫，並主張利用閒置空間打造小型運動中心。 
2018年9月國民黨台南市議員王家貞抨擊位於七股的「黃昭堂紀念公園」是浪費人民公帑蓋台獨公園。對此，陳嘉伶與同黨議員參選人同聲譴責，認為國民黨一手炮製二二八事件和白色恐怖，至今真相尚未明瞭，導致威權殘餘至今仍多般阻撓轉型正義進行，甚至對此比手畫腳，無恥至極。
臺南市南區二仁溪整治問題，2018年與臺南市市長參選人陳永和召開記者會時指出，曾因沿岸受到畜牧業、電鍍、廢五金汙染而有「黑龍江」之稱的二仁溪，經過十多年的整治並投入近20億經費雖讓情況好轉，但在豪雨及海水沖刷之下，這些廢棄物再度裸露在消波塊及高灘地。陳嘉伶呼籲市府重視二仁溪復育問題，並指出環保局整治經費嚴重短缺，並期望市府朝分區分期清理的方向規劃，務必完整復育二仁溪沿岸。
陳嘉伶認為臺南市地幅廣，城鄉差距大，例如南區人口達12萬卻連一所地區型醫院都沒有。其提出南區位於臺南、高雄交界，也是快速道路台86線的起點，設立醫院可供高雄茄萣、湖內，以及台南歸仁、仁德的民眾就醫，促進區域整合，完善地區的醫療資源。2018年10月陳嘉伶簽署由台灣南方社會力聯盟和臺南在地婦團提出的七大訴求，包括「公共托育」、「高齡議題」、「就業與創業」、「性平議題與空間」、「身心障礙議題」、「社會安全網議題」、「家暴議題」 ，同年11月簽署由台南環盟、台南水資源保育聯盟及南部反空污大聯盟所發起的「反空污訴求」。
2024年，陳嘉伶表示自己已通過律師考試，並正在實習。

## 選舉紀錄
| 年度 | 選舉屆數             | 選舉區           | 所屬政黨 | 得票數 | 得票率 | 當選標記 | 備註 |
| ---- | -------------------- | ---------------- | -------- | ------ | ------ | -------- | ---- |
| 2018 | 第三屆臺南市議員選舉 | 臺南市第九選舉區 | 基進黨   | 4,860  | 5.24%  |          |      |
| 2022 | 第四屆臺南市議員選舉 | 臺南市第九選舉區 | 台灣基進 | 5,111  | 5.81%  |          |      |

## 外部連結
- 陳嘉伶的Facebook專頁